# Михайловка (Кулундинский район)
Михайловка — упразднённое село в Кулундинском районе Алтайского края. Входило в состав Константиновского сельсовета. Ликвидировано в 1970-е годы г.

## География
Располагалось у северного берега озера Большое Шкло.

## История
Основано в 1910 году. В 1928 г. посёлок Михайловка состоял из 96 хозяйств, основное население — украинцы. В составе Харьковского сельсовета Славгородского района Славгородского округа Сибирского края. Колхоз имени Шевченко.

## Население
| год     | 1928 | 1948 | 1955 | 1959 |
| ------- | ---- | ---- | ---- | ---- |
| человек | 484  | 163  | 155  | 141  |